# Sinar Karya
Sinar Karya is een bestuurslaag in het regentschap Lampung Selatan van de provincie Lampung, Indonesië. Sinar Karya telt 1137 inwoners (volkstelling 2010).